# نالریگو
نالریگو (به لاتین: Nalerigu) یک منطقهٔ مسکونی در غنا است که در منطقه شمال شرقی واقع شده‌است. نالریگو ۱۴٬۹۲۷ نفر جمعیت دارد و ۳۳۵ متر بالاتر از سطح دریا واقع شده‌است.